# Madre Serbia

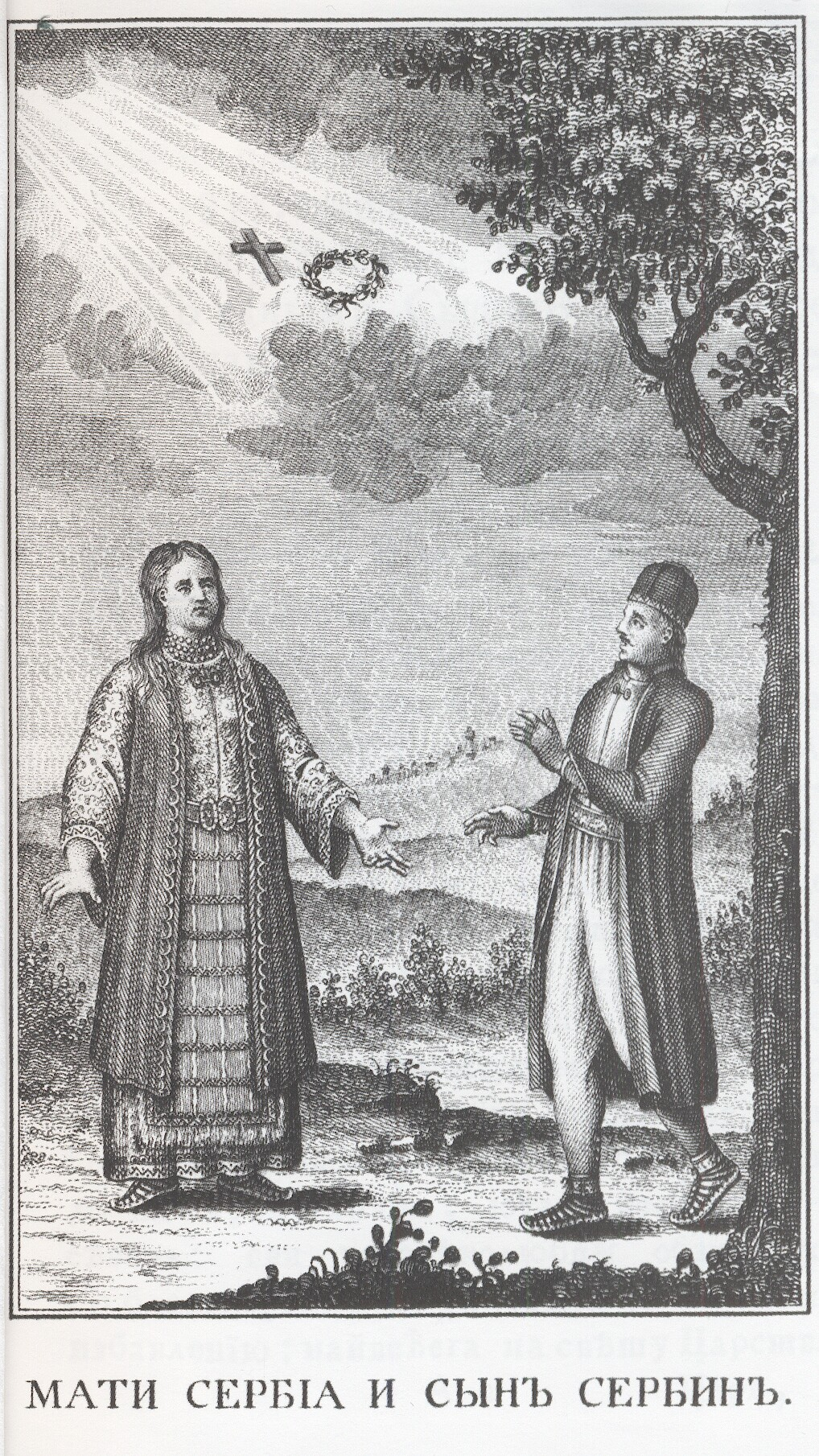
"Madre Serbia y su hijo Serb",.

Madre Serbia (en serbio: Мајка Србија/Majka Srbija, Србија мати/Srbija mati; en alemán: Mutter Serbien), Madre Serb (serbio: Српска мајка/Srpska majka) o Madre de todos los serbios (serbio: Мајка свих Срба/Majka svih Srba) es la personificación nacional de Serbia. Es empleado como un símbolo de madre protectora de los serbios. Aparece en varios mitos y poemas serbios.
Los territorios habitados por población serbia fuera de su país es representado como el hijo de Madre Serbia. Serbia también es descrita como una hija de Madre Serbia a costa de otros territorios serbios, como en el poema de Dragoslav Knežević Madre Serbia: "Una joven hermana que la vieja Montenegro y Serbia, En paz y en la guerra Krajina se une al rebaño serbio".

## Historia

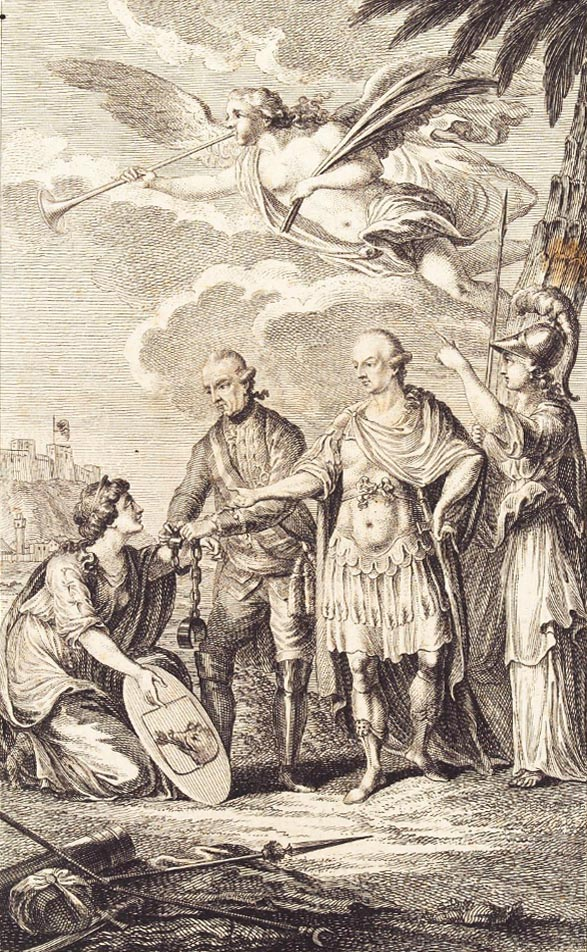
Befreites Serbien ("Liberación de Serbia"), que representa a Madre Serbia liberada de sus cadenas por los Habsburgo, obra del romanticismo realizada por Johann Georg Mansfeld durante la ocupación de Serbia por los Habsburgo tras expulsar a los turcos.

### sigloXIX
Dositej Obradović usó mucho a Madre Serbia en su obra. Apareció también en muchas canciones patrióticas como Vostani Serbije, Oj Srbijo, mila mati, Oj Srbijo mati, etc.
El 24 de febrero de 1874 el Comité por la liberación de Serbia de Sanjak of Niš, también conocido como Comité de Niš, fue fundado por nobles locales. El cura ortodoxo Petar Ikonomović hizo juramento sobre la cruz cristiana y el Evangelio acordándose de la asamblea Orašac. Ikonomović dijo:

Así juntos hermanos y el Todopoderoso debe ayudarnos en su merced y pronto permitirnos ondear la triunfante bandera de nuestro único fiel Obrenović IV en la fortificación de Niš  ¡Hurraǃ ¡Hurraǃ ¡Hurraǃ ¡Larga vida a nuestro caballeresco príncipe Milan M. Obrenović IV! ¡Larga vida a la Madre Serbiaǃ
Petar Ikonomović, sacerdote de Niš  el 24 de febrero de 1874.

### Periodo de entreguerras
Ella [Serbia] sacrificó cientos de miles de sus mejores hijos, dieron su nombre, su bandera, su existencia y a veces también su sangre por el rey. Pero no seguían satisfechos y querían más, querían eliminar su espíritu, sacar su corazón, eliminar todo rastro de ella, ¡pero eso nunca pasará! Madre Serbia hará más sacrificios, dará más aliento para el bien del rey y nuestro patria Yugoslavia, pero ella perdurará.
Presidente de la organización de mujeres serbias "Dobrotvorna Zadruga Srpkinja" en Sarajevo, durante el periodo de entreguerras.

En 1940, Pavle Tatić publicó la obra de teatro Srpska majka.

### Segunda Guerra Mundial
La propaganda del títere serbio Gobierno de Salvación Nacional promovió la idea de que Milan Nedić era como la "Madre de los Serbios", afirmando que él cuidaba y protegía a los serbios.

### Guerras de Yugoslavia
La expresión fue usada durante las Guerras Yugoslavas haciendo referencia a los hijos de Madre Serbia en el oeste (fuera de Serbia y Montenegro) como la República Serbia de Krajina y la República Srpska.
Milan Martić, presidente de la República Serbia de Krajina, dijo tras la caída de la República (Operación Tormenta), que "el pueblo sintió que ellos habían sido engañados y abandonados por la Madre Serbia" por no proteger Krajina.

## En el arte
Estatuas y esculturas

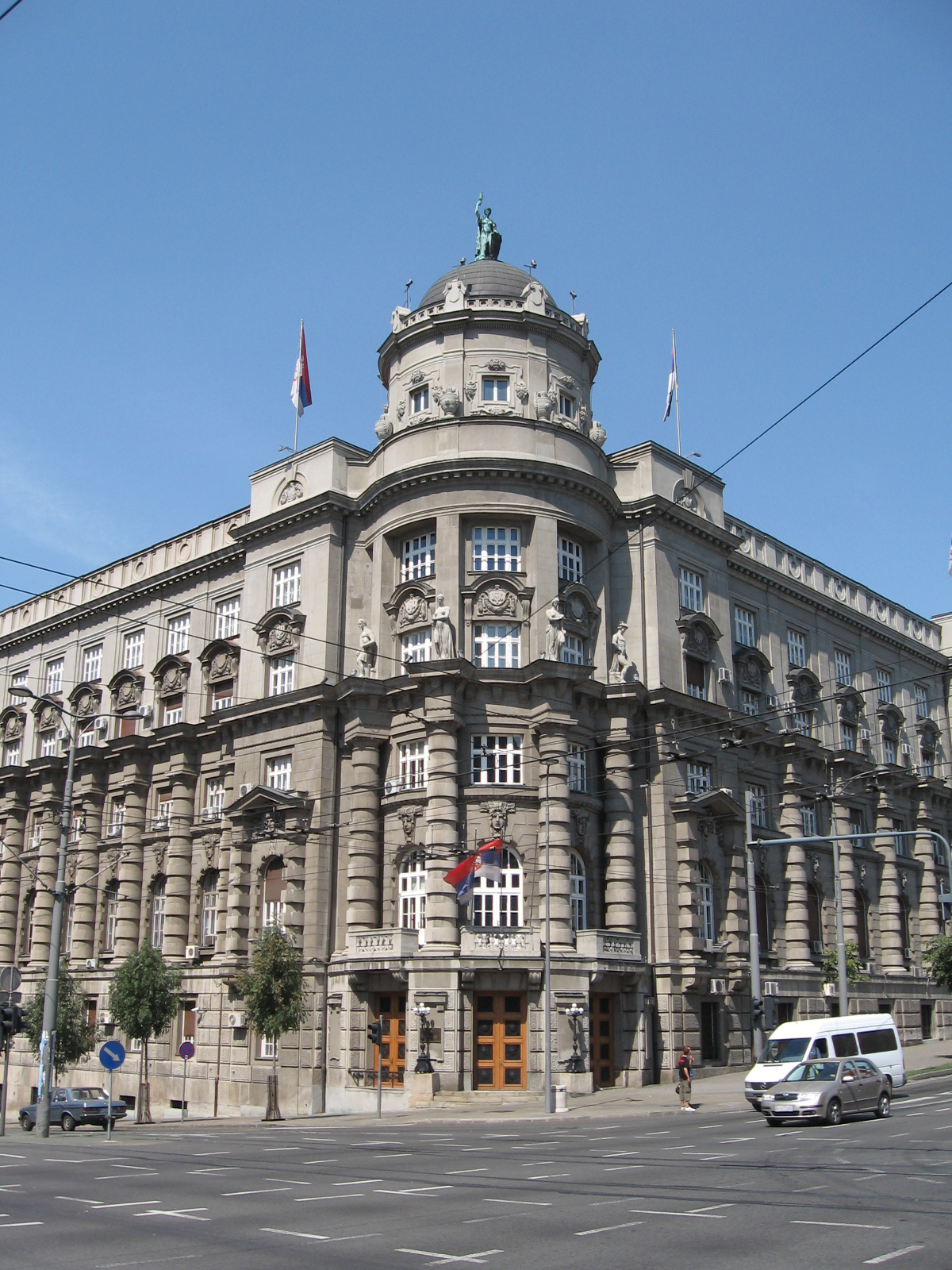
Estatua de Madre Serbia en lo alto del edificio del Gobierno de Serbia.

- Una estatua en lo alto del edificio del Gobierno de Serbia, la Madre Serbia sosteniendo un escudo y la Cruz de Serbia.
- La única estatua de Milić od Mačve  "Madre Grecia y Madre Serbia" (Мајка Грчка и Мајка Србија), fue erigida en Kruševac en 1999, como símbolo del apoyo griego a Serbia durante el bombardeo de la OTAN sobre Yugoslavia.[11][12]
- Đorđe Jovanović, "Velika Srbija" (Gran Serbia, 1924)

Canciones
- "Oj Srbijo mati" (Oh Serbia Nuestra Madre)
- "Oj Srbijo, mila mati" (Oh Serbia, Nuestra Apreciada Madre)